# Zamczysko (województwo kujawsko-pomorskie)
Zamczysko – wieś w Polsce, położona w województwie kujawsko-pomorskim, w powiecie bydgoskim, w gminie Osielsko.
W latach 1975–1998 miejscowość należała administracyjnie do województwa bydgoskiego. 
Wg zestawienia geoportal miejscowość jest częścią miasta Bydgoszcz.